# Lumbricillus semifuscus
Lumbricillus semifuscus är en ringmaskart som först beskrevs av Jean Louis René Antoine Édouard Claparède 1861.  Lumbricillus semifuscus ingår i släktet Lumbricillus och familjen småringmaskar. Arten är reproducerande i Sverige. Inga underarter finns listade i Catalogue of Life.